# Roman Romanov
 (février 2024).
Si vous disposez d'ouvrages ou d'articles de référence ou si vous connaissez des sites web de qualité traitant du thème abordé ici, merci de compléter l'article en donnant les références utiles à sa vérifiabilité et en les liant à la section « Notes et références ».
Roman Romanov (en russe : Роман Романов) né en 1976 dans l'oblast de Tver en Russie, est un homme d'affaires lituanien d'origine russe, fils du banquier russe Vladimir Romanov.

## Biographie
Romanov rejoint le club de football écossais d'Heart of Midlothian en tant qu'administrateur le 1er février 2005, après que son père ait acquis une participation majoritaire dans le club en en devenant président. 
Après les départs de George Foulkes et Phil Anderton, en octobre 2005, il est nommé président par intérim du club. 
En 2013, à la suite de l'effondrement des affaires de son père et à sa quasi-faillite, Roman est écarté de la direction du club alors très fortement endetté. Ce dernier est racheté par Ann Budge en 2014.